# Фьорст Виена ФК 1894
„Фьорст Виена ФК 1894“ (на английски: First Vienna Football Club 1894), или само „Виена“ е най-старият и в същото време сред най-успешните австрийски футболни отбори, играещ в третокласната Регионална лига изток.
Клубът е основан на 22 август 1894 г. с цветове на отбора синьо и жълто.

## Титли и постижения

### Титли
- 6 x шампион на Австрия: 1931, 1933, 1942, 1943, 1944, 1955
- 3 x Носител на купата на Австрия: 1929, 1930, 1937
- 2 x Носител на Чалъндж къп: 1899, 1900

### Успехи
- 6 x 2-ро място в първенството на Австрия: 1924, 1926, 1932, 1936, 1957, 1961
- 6 x Финалист за купата на Австрия: 1925, 1926, 1936, 1946, 1961, 1997
- 1 x Носител на купата Интертото: 1989
- 68 сезона в Първа лига на Австрия: 1912 – 1914, 1920 – 1944, 1946 – 1968, 1970 – 1974, 1977 – 80, 1983, 1985, 1987 – 1992

## Български футболисти
- Димитър Ников: 1997  – (1 мача - 0 гола)